# إقليم كوسكو
إقليم كوسكو (بالإنجليزية: Cusco Region) هو أحد أقاليم بيرو، يتبع بيرو، عاصمته كوسكو.

## الموقع
يشترك في الحدود مع:
- إقليم أوكايالي
- إقليم أبوريماك
- إقليم أياكوتشو
- إقليم أريكيبا
- إقليم مادر دي ديوس
- إقليم بونو
- إقليم جونين.